# Uzależnienie (film)
Uzależnienie (tytuł oryg. The Addiction) − czarno-biały amerykański film fabularny z 1995 roku, wg scenariusza Nicholasa St. Johna, wyreżyserowany przez Abla Ferrarę. Hybryda horroru i dramatu. Opowiada historię nowojorskiej studentki filozofii, która zostaje ugryziona przez nieznajomą kobietę i zaczyna przeistaczać się w wampira. W filmie w rolach głównych wystąpili Lili Taylor, Edie Falco, Paul Calderón, Annabella Sciorra i Christopher Walken.
Projekt określany bywał jako alegoria uzależnienia od narkotyków lub też alegoria teologicznej koncepcji grzechu W swej treści obraz odwołuje się do filozofii, teologii i intelektualizmu, przytaczając między innymi poglądy Edmunda Husserla, Friedricha Nietzschego, Ludwiga Feuerbacha oraz Kartezjusza. W scenariuszu znalazło się również miejsce dla cytatów R. C. Sproula, teologa znanego z ostrej krytyki kościoła katolickiego. Światowa premiera filmu odbyła się w styczniu 1995 podczas Sundance Film Festival. W październiku tego roku miała miejsce komercyjna premiera Uzależnienia. Projekt zebrał pozytywne recenzje krytyków; został określony jako „mądry, osobliwy film gatunkowy”. Uzyskał też nominację do Złotego Niedźwiedzia w trakcie 45. Międzynarodowego Festiwalu Filmowego w Berlinie oraz kilka innych prestiżowych wyróżnień.

## Obsada
- Lili Taylor − Kathleen Conklin
- Christopher Walken − Peina
- Annabella Sciorra − Casanova
- Edie Falco − Jean
- Paul Calderón − profesor
- Fredro Starr − Black
- Kathryn Erbe − studentka antropologii
- Michael Imperioli − misjonarz
- Jamal Simmons − przyjaciel Blacka (w czołówce jako Jamel „RedRum” Simmons)

## Produkcja
Film nakręcono w ciągu dwudziestu dni w 1994 roku. Postać Casanovy miała początkowo być mężczyzną, a Peiny − kobietą. Gdy Christopher Walken przeczytał scenariusz filmu, uznał jednak, że Peina nosi cechy męskie i zdecydował, iż chce odegrać tę rolę. W rezultacie został obsadzony jako Peina, podczas gdy rolę Casanovy przejęła Annabella Sciorra.

## Odbiór
Krytycy ocenili film pozytywnie, wydając mu pochlebne recenzje. Agregujący opinie dziennikarzy serwis Rotten Tomatoes, w oparciu o dwadzieścia sześć omówień, okazał obrazowi 73-procentowe wsparcie. Uzależnienie okrzyknięto mianem „mądrego, osobliwego filmu gatunkowego”. W 2002 roku współpracujący z dziennikiem The Guardian krytyk Peter Bradshaw umieścił projekt na pierwszym miejscu swego notowania najlepszych filmów wszech czasów. Albert Nowicki (His Name Is Death) pisał: "Najbardziej imponuje w Uzależnieniu gra świateł i cieni, które zdają się niekiedy determinować taniec aktorów na planie."

## Nagrody i wyróżnienia
- 1995, 45. Międzynarodowy Festiwal Filmowy w Berlinie:
  - nominacja do nagrody Złoty Niedźwiedź (wyróżniony: Abel Ferrara)[4]
- 1995, Mystfest:
  - Nagroda Krytyków (Abel Ferrara)[4]
  - nominacja do nagrody przyznawanej za najlepszy film (Abel Ferrara)[4]
- 1996, Independent Spirit Awards:
  - nominacja do nagrody Independent Spirit w kategorii najlepszy film fabularny (Denis Hann, Fernando Sulichin)[4]
  - nominacja do nagrody Independent Spirit w kategorii najlepsza aktorka pierwszoplanowa (Lili Taylor)[4]
- 1997, Málaga International Week of Fantastic Cinema:
  - nagroda przyznawana za najlepszy film (Abel Ferrara)[4]
  - nagroda przyznawana najlepszej aktorce (Lili Taylor)[4]
  - Specjalne Wyróżnienie dla Christophera Walkena (za występ aktorski)[4]
- 1998, Sant Jordi Awards:
  - nagroda Sant Jordi w kategorii najlepsza aktorka zagraniczna (Lili Taylor)[4]